# 甲冑師

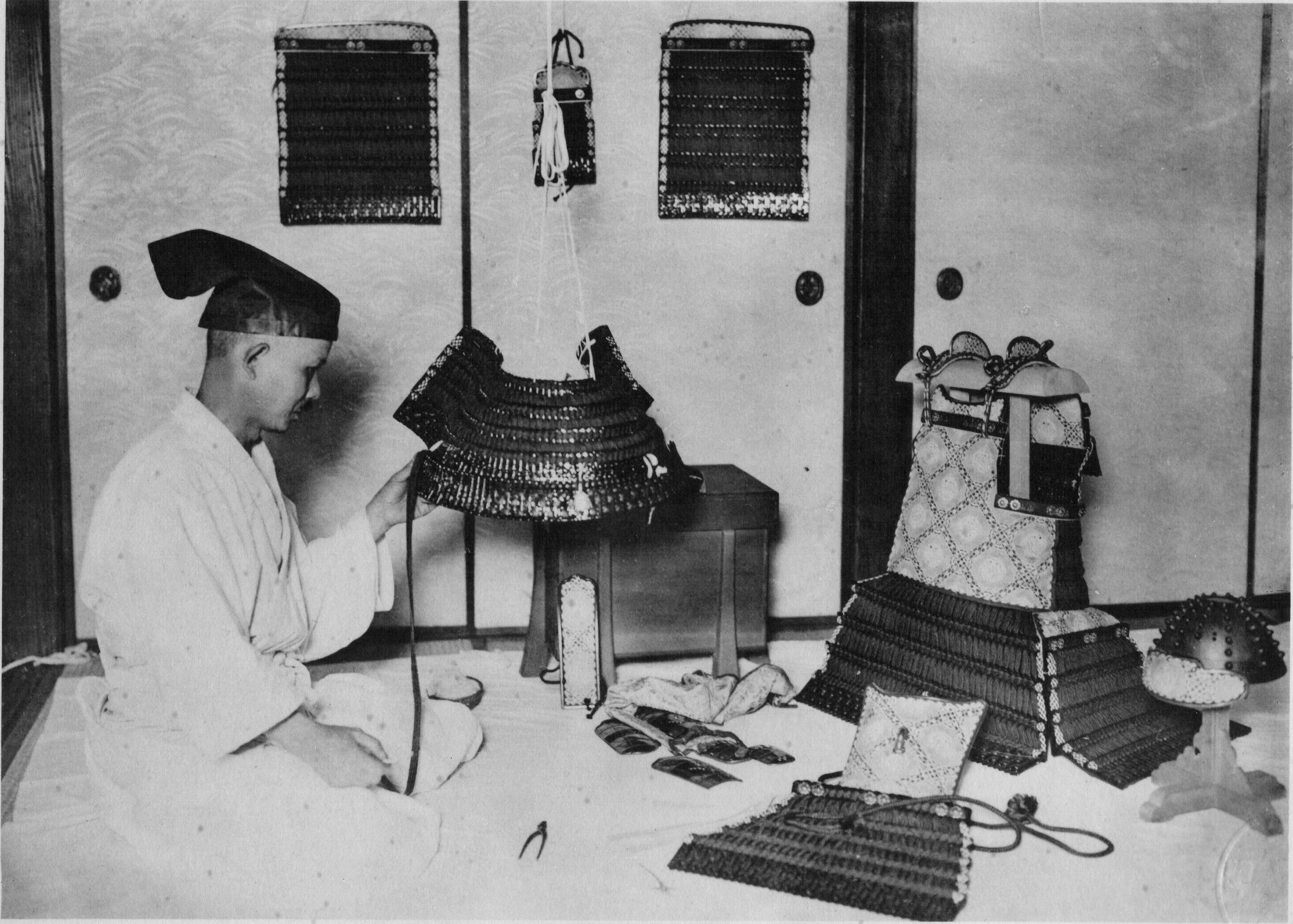
昭和初期の甲冑師。大鎧を復元模造する小野田光彦。

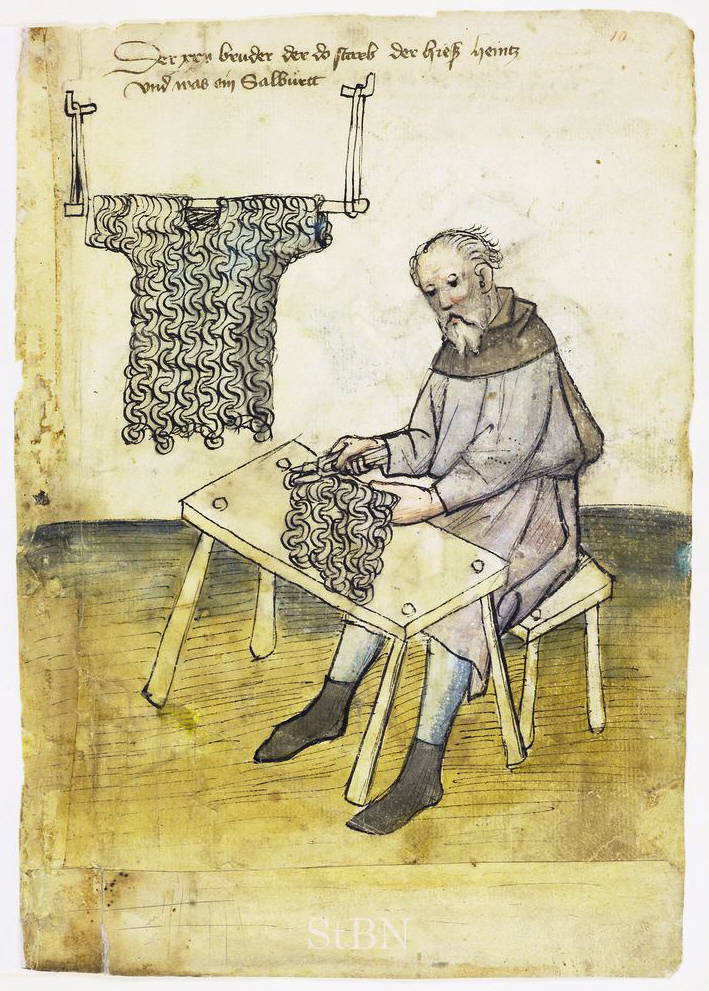
鎖帷子を製作している職人。

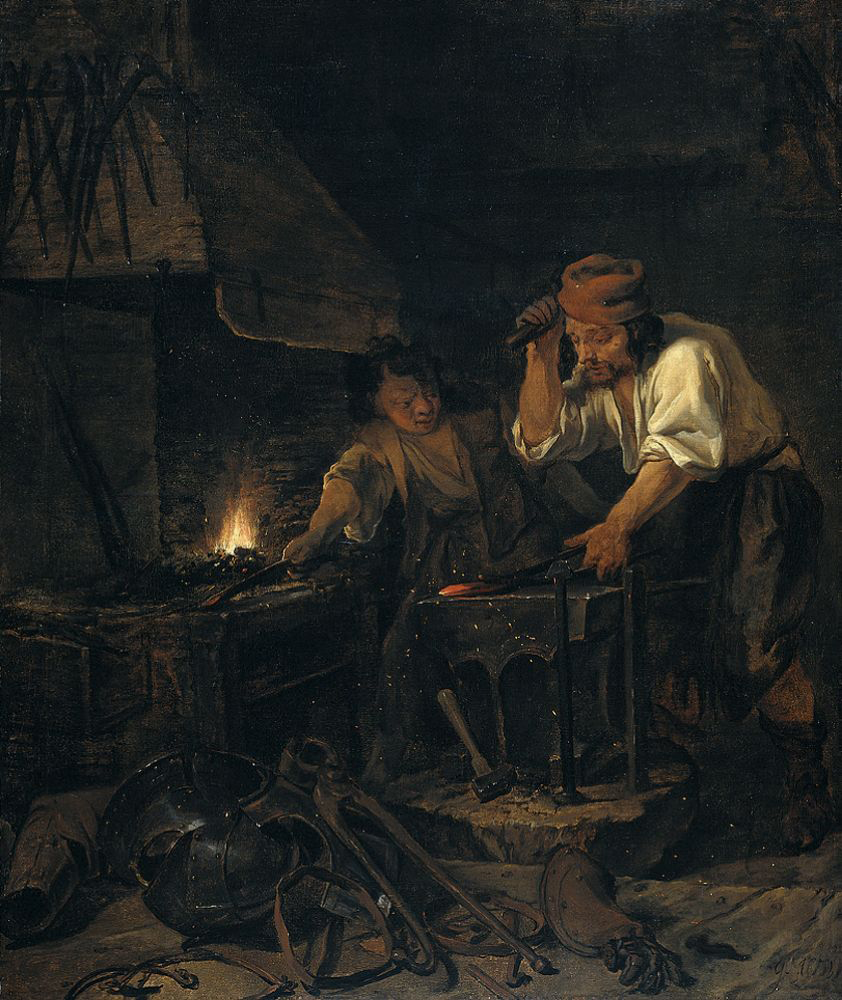
『 L'Armurier 』（「甲冑師」の意）。作：ハブリエル・メツー。

甲冑師（かっちゅうし）とは、甲冑を製作する職人（工人）をいう。具足師（ぐそくし）ともいい、『七十一番職人歌合』では、「鎧細工（よろいざいく）」とも記されている。この他、鎧師・鎧作り・具足細工といった呼称も用いられている。『七十一番職人歌合』の絵には、射向袖（いむけのそで・肩を守る小札）を吊るし、韋緒（かわお）で綴（と）じる様子が描かれている。西洋甲冑を製作する甲冑師は、日本では西洋甲冑師と呼称される。

## 日本における甲冑様式の流れ

### 古代

#### 古墳時代
日本における鉄製甲冑の製作は古墳時代から始まる。なお3世紀以前の弥生時代の甲はいずれも木製であり（短甲を参照）、考古学上、実用ではなく祭祀用木製品とされているため、現状では甲冑師との関連は低い。
4世紀から6世紀にかけて、甲では板甲・小札甲（札甲）、冑では小札革綴冑・衝角付冑・眉庇付冑などが出現した。
なお現在、古墳時代の板造りの甲（帯金式甲冑）を「短甲」、小札造りの甲を「挂甲」と呼ぶことが一般化しているが、「短甲・挂甲」の語は、本来は奈良・平安時代の史料にみえるその当時の甲冑に対する呼称であり、それらと古墳時代の甲冑とは設計や構造・形態面で一致しない点があることから、呼称として問題があるとされる。このため古墳時代の甲については「短甲」と呼ばれているものを「板甲」、「挂甲」と呼ばれているものを「小札甲（または札甲）」と呼び替えるべきとする橋本達也らの指摘がある。
本項は古墳・奈良・平安までの各時代の甲冑を通史的に記述するため、古墳時代の「短甲・挂甲」と奈良・平安時代の「短甲・挂甲」が本文中に併存する形となるが、それらが構造・系統的に別種であることを示すため、古墳時代の板造り甲については「板甲（短甲）」、小札造り甲については「小札甲（挂甲）」と表記する。
漢の系統を引く小札革綴冑や、日本で4世紀に発達を見た方形板革綴板甲（短甲）などは、4世紀末（古墳時代中期前葉）になると帯金使用の定型化した帯金式甲冑（三角板革綴衝角付冑・長方板革綴板甲（短甲）・三角板革綴板甲（短甲）など）の生産により急速に消滅した。さらに5世紀になると、鉄板を素材としながらも身体に合った微妙な曲線を少ない鉄板で巧みに製作できる様にした横矧板鋲留板甲（短甲）が出現した。これを可能としたのが鋲留技術だが、形や製品の仕上がり具合から、朝鮮半島に以前からある堅矧板鋲留板甲（短甲）（現代韓国語名は「縦長板釘結板甲」）の技術ではなく、馬具や帯金具製作の一連の技術体系が持っていた鋲留技術からきていると考えられている。
朝鮮半島南部の板甲（短甲）は、前述のように縦長の鉄板を桶の様に横方向に連ねて作る物であって、日本が4世紀代に方形板革綴板甲（短甲）の改良を徐々に進めていたのとは大きな隔たりがある。冑にしても、半島南部では、北方系の頭頂部の高い堅矧板革綴式の物が主流なのに対し、前述の様に日本は漢系統を強く引く小札革綴冑である。4世紀の時点で日本と朝鮮では主流となる甲冑の形式はすでに異なっている。こうした甲冑が古墳時代前中期の古墳から副葬品として出土するのも、文官的資質より武威を重んじていた結果とされる。
日本において、半島や大陸で盛行した甲冑形式がそのまま持ち込まれなかった事は、出土した甲冑の分類研究によっても判明している。例えば、半島南部で出土数が多い蒙古鉢形の冑は日本ではほとんど出土していない。朝鮮半島から武具の輸入がある程度行われていたにもかかわらず、そのままの形では冑の主流を占めるには至らなかったのである。
6世紀になると板甲（短甲）は姿を消し、小札甲（挂甲）が主流となる（朝鮮半島では5世紀の時点で小札甲が主流となっている）。小札甲（挂甲）は、重ねの少ない板甲（短甲）に比べて格段に高い強度をもつ武具である。

#### 奈良時代
古墳時代後期の時点で、甲冑類の保有（所有）に対する規制があったと考えられており、奈良時代では生産から分配に関して律令政府（大和朝廷）の管理で行われた。
奈良時代の史料には、当時の甲冑の種類として「短甲（古墳時代の板甲ではない胴丸式小札甲）」と「挂甲（裲襠式小札甲）」が見える。聖武天皇崩御77忌にあたる天平勝宝8歳6月21日（756年7月22日）に、光明皇太后が亡帝の遺品を東大寺に献納した際の目録『東大寺献物帳』には、「短甲10具・挂甲90領」が献納されたとある。また、のちの平安時代の927年（延長5年）に成立した『延喜式』などの史料においても「短甲」と「挂甲」の記述が見られる。
『続日本紀（続紀）』の記述には、天平宝字年間（8世紀中頃）に綿襖甲を初めとする甲冑生産に関する記述があり、甲冑製作の変化の流れが見られる。『続紀』の記述で、律令下では鉄甲は3年に1度修理したとある様に、甲作（よろいつくり）は造った後も管理の為、用いられた。従って、鉄甲の技術が衰退する事はなかった。延暦9年（790年）3月4日条の勅において、「蝦夷征討の為、東日本の諸国に命じて革甲2千領を作らせた」とあるが、同年4月5日条には、「大宰府に命じて、鉄冑2900余作らせた」とあり、蝦夷戦を強いられた東とは対照的であり、延暦10年（791年）6月10日条においても、「鉄甲3千領を諸国に命じて新しい仕様で修理させた」とあり、8世紀末においても鉄製甲の向上が進められていた事がわかる。また、8世紀末の蝦夷が綿冑を製作していると言う記述も『類聚三代格』にはある。

#### 平安時代
朝廷の勅命で金属製から革製甲の生産が定められた影響からか、秋田城からは非鉄製小札が出土しており、土器や工房跡から9世紀前半のものと見られる。蝦夷との最前線の地から防具の変遷が求められていた事が分かる。鉄資源の確保・加工より革の方が容易であった事や軽さなどが理由と考えられる。中世大鎧の弦走（胸腹部を守る胴具）が革製なのも、これらの影響と成立過程の延長線上にあるものと見られる。
『延喜式』巻四十九兵部寮の記述には、挂甲一領は小札800枚で構成され、製作に必要な仕事量は小札製作に178日（小札鍛造20日、荒磨40日、穿孔20日、裁断整形45日、小札周辺の面取り13日、仕上げ研磨40日）、組み上げに14日（横綴威7日、襟まわり2日、覆輪1日、革紐製作4日）の計192日となっている。製作日数の大半（実に93%）を小札製作に要している事が分かるのと同時に、同一規格の小札を多量に用いる事、威技法の採用により古墳時代の板甲（短甲）に比べて機動性を獲得した事が特徴となっている。また、諸々の研究から、挂甲製作の工人と従来の甲冑製作の工人は、協業、もしくは分業に近い関係にあったという指摘もある。

#### 平安時代後半（古代末）
「大鎧」に代表される、日本独自の甲冑形式が成立した時代であるのと同時に、武家政権（武家社会）が成立し、武士の時代をむかえた時期である。戦の形式の変化に伴い、中世甲冑の様式も時代ごとに変化していった（これは、鎧、兜の方も参照）。兜の鍬形や竜頭、眉庇や吹返の装飾など、工芸品として耐えうる技巧が甲冑師によりこなされた。縅（おどし）の染め文様一つにしても、鮮やかで、多様である。縅は文様によって名があり、一例として、『平家物語』では、源義経が、紫裾濃（むらさきすそご）縅の鎧を着用した事が記述されている。札の堅固なものは、「札よき鎧」といわれ、札幅の広いものは、太い縅緒を用いるので、「大荒目」とも呼ばれた。
横浜市都筑区南山田町所在の「西ノ谷遺跡」からは、10世紀から12世紀にかけての鍛冶工房跡が見つかっており、破片を含めた12枚の小札（11世紀後半から12世紀前半）が出土した。この発見により、それまで京都周辺で製作されていたと考えられていた大鎧の小札が東国でも製作されていた事が明らかとなった。工房跡の増築具合から11世紀前半以降に小札の製作が始まったと見られ、科学分析の結果から、鉄の原料は砂鉄ではなく、鉄鉱石であった事が分かり、製鋼原料として持ち込まれたものが使用されたと考えられている（この鍛冶工房では小札は製作されたが、大鎧は製作されなかったものと見られている）。これらの研究結果からも、中世極初期の段階から東国にも甲冑師が活動していた事をうかがわせる。
大鎧の小札は2千枚前後も必要とされた。この事からも分かるが、古代挂甲の2倍以上の資源が用いられ、その重量も一領辺り、20 - 30キログラムもした。
重ねを増やす為に弦走の下に腹当を着用する武士もおり、鎧によっては、逆板（鎧背部）の上の総角に別の縅を結ぶ二重構造のものもあり、大鎧は角度によっては多層構造である。大鎧の形成には、当時の武士の戦法とも関係してくる。『吾妻鏡』には、弓矢で大袖を貫通している記述があり、その防御思想は、矢が着刺する事を前提に、鎧本体へのダメージを軽減する意味があった。
大鎧の小札は時代ごとに大きさが異なり、分類される。平安時代後期の物の多くは札幅が3センチから5センチであり、鎌倉時代となると札幅が狭くなる傾向にある。茨城県石岡市所在の「鹿の子C遺跡」の調査から、概略の大きさに切断された鉄板を鍛冶工房で製作し、甲冑の仕立て場に搬入され、ここで穿孔と磨きの工程が行われたと判断されている。その後、綴じや漆塗りなどの工程もこの場所で行われたと考えられている（津野仁は甲冑の仕立て工程を行う工人が、穿孔など小札製作工程の作業を一貫して行っていたと捉えている）。
平安時代初期（古代）の官衙では、民間に対する武具生産の規制から官衙の工房内での協業により武具を生産していたが、平安後期の武士団の武器生産では、その規制もない為、農具をも生産する鍛冶工房でも小札製作を行う場合があった。小札は素材として、仕立てる側（中世初期の甲冑師か）に流通し、異業種間での協業によって武具が生産される様に変化したと津野仁は指摘している。

### 中世
室町時代となると、札幅は1.5センチ程度にまで小さくなる（平安時代後期の小札の半分以下にまで幅が狭くなる）。
戦国時代へ移ると、戦国大名達は、家内工業を基本にして成り立っていた鎌倉・室町時代の武家や大名とは異なり、職人集団を特殊技能者として、武家同様に扱い、土地を与え、重く用いた。先例として、北条早雲であり、弓矢・刀・甲冑職人を重用し、掌握している。戦国期では、依然、諸々の職人の技術水準は京を中心とする近畿圏の方が上であったが、そうした職人を束ねる権力者の出現は東国の方が早かった。こうした戦国期の社会体制から甲冑師も一定の社会的地位を得るに至り、こうして活躍の場が拡大していった。
大鎧は豪華であり、生産にも時間を要したが、それは騎兵全盛の時代ゆえであり、それゆえに戦国時代では主流外となった。戦国時代に主流となった当世具足は、全体でも8キロ以上から9キロ以上の仕立てのものが多く、10キロ以下であり、軽量化による実用化と生産性の面で需要を獲得している。また、火縄銃の出現により鎧は革製から鉄製が主流となる（これに対し、兜は革の方が加工しやすいので、変わり兜などで用いられ続けた）。
著名な甲冑師の一族として、明珍家が知られている。厳密には、室町時代末期（戦国時代）、17代明珍信家が「日本最高の甲冑師」として評された事で、一族は有名となった。戦国時代の到来によって、刀鍛冶と同様、甲冑師も需要に合わせ、様々な形態の鎧兜を製作した。大名が用いた変わり兜がその例である。また、西洋との海外貿易の結果、南蛮胴といった、結果的には、ヨーロッパの甲冑師と日本の甲冑師の合作ともいえる具足も登場する。

### 近世以降
大きな戦乱が終息した江戸時代に至ると、慶長年間をピークに甲冑の需要は激減し、お家の威厳用の甲冑、それも復古調の様式である大鎧（時代にそぐわない古式形式）も製作される様になった（鮮やかで見栄えが良い為、幕末・明治期の写真にも大鎧が多い）。『武家厳制録』によれば、寛永11年（1634年）5月、三代将軍徳川家光は肥前国長崎に対し、次のような禁制を出している。「一、日本之武具、異国江（へ）持渡事」を禁じるとしている。基本的には海外への輸出も許されない社会状況となった。
甲冑師も絵師の題材となっており、職人・仕事絵の一つとして、その様子が描かれている。甲冑を仕立てる時、鎧は吊るしながら綴じていき、一方、兜は兜立てに置かれて綴じられている事が分かる（兜を仕立てる側は口に針糸を咥えている）。この絵画では、鎧と兜を仕立てる職人が分業・協業している。また、一貫して座りながら作業をしているのも絵の特徴であり、一人は腰刀を所持している。江戸時代初期筆の『職人尽絵屏風』（喜多院蔵）では、「頬当てに漆を塗る者」、「漆をとく者」、「胴の背の総角を結ぶ者」、「威の修理をする者」、「鉄の部品に塗った漆下地を研ぐ者」と5人の甲冑師が描かれ、それぞれ分業・協業してる様が分かる。この屏風絵では、漆をとく若者を除いて、皆、烏帽子をかぶっている事からも、近世において、甲冑師の地位（世間的認識）が、『職人歌合』の時代より向上している事が分かる。
江戸期では、甲冑師は刀工にならい、受領名（○○守）を称する者も増えた。
江戸中期頃から下級武士の内職として、甲冑作りが盛んになる（戦国期から武士の心得として、甲冑のある程度の修復知識＝その場しのぎの補修は必要とされた）。その為、近世において武士の趣味として甲冑作りが広がった事は必然的ともいえる。また、甲冑師の中には下職にやらせる者もいた為、見た目は立派な仕立てでも、伝統的な甲冑師が行なったものではない品も出回り、幕末ともなると、『甲製録』に「下駄屋まで甲冑製作の手伝いとなった」と記述されることからも、幕末の一般具足は粗末な作りだったと見られる。
『耳嚢』巻之四の記述では、寛政6年（1794年）、明珍家の店の話として、太平の世に甲冑を新調する武士は珍しいと書かれており、かなり凝った仕立ての物で100両もする事が記述されている（当時の甲冑師が支払いに対して疑い深かった事をよく伝える内容となっている）。需要が減り出した近世から甲冑師は本業以外にも、その技術を工芸品に活かして、自己の技術力の高さをアピールしていた（例として、明珍火箸や自在置物）。この他、製作した具足の丈夫さをアピールする為に「試し胴」という行為も行われていた（火縄銃を参照）。虎徹の様に、刀工に転職したと考えられる鍛冶師も現れている（近世になり、需要激減の為、廃れた甲冑師の一族もいた）。
短期間になるが、幕末になると甲冑の需要は一転して再び増える事となる。その原因として、黒船来航があり、異国船の脅威と攘夷運動の影響から武具の必要性が見直された事による。この事は、牟田高惇の武者修行の記録『諸国廻歴日録』の嘉永6年（1853年）11月12、13日条にもうかがえ、「黒船騒ぎ以来、武具の値上がり」が起こり、京都所司代の与力である大野応之助という人物が、「自分の甲冑は今なら約50両もするだろう」と得意げに牟田に語った記述からもわかる（前述の『甲製録』にあるように、幕末の甲冑は粗悪品も多く出回っていた為）。また、牟田は高崎屋という武具屋で革胴を注文して送らせたが、修業用防具の革胴ですら代金は一両もかかった（送り賃を含むかは不明）と記している。
結果的には、明治時代をむかえると需要が無くなった甲冑師の多くはその技術を本格的に工芸品一筋に活かし、海外（特に欧米列強国）に対して日本の加工技術の高さを示す役割を果たした。
現在、甲冑師で人間国宝になった人物として、牧田三郎（東京都）がいる。
現代では西洋甲冑を製作する甲冑師も現れ、例として、三浦權利（ - しげとし）がおり、弟の三浦公法（ - ひろみち）も日本甲冑師の重鎮として知られる。

## 諸派
4世紀から600年の間、中世に入る（律令制の実質的崩壊）まで生産の中心は近畿であった為、中世前期では東国より西国の記述が目立つ。ただし、東国の影響で栄えた場合もある。例として、鎌倉前期では、幕府によって六波羅探題が置かれた事から、この辺りは武士の居住地となり、以降、武士を相手とする「七条鎧工」といった手工業も集中する（武家政権が管理を強める為に、京に鎧工を集めた例）。
厳密には、伝統的な古式甲冑師の場合、「仕立ての家」と呼ばれ、兜その他鉄の部分を造り、仕立ての家に納めていたのが、轡（くつわ）鍛冶などから分かれた「下地の家」である。明珍派ですら、戦国期当時では、甲冑師としてより、下地師として認識されていたと見られ、江戸初期から甲冑師と認識されていた。
甲冑師が自らの銘を刻むようになったのは、室町末期からであり、春田派が兜をも自ら鍛えた事から銘をきるようになり、明珍・早乙女派もこれにならって、鉄地に銘をきるようになった経緯がある。
- 鎌倉時代
  - 熊野打：『吾妻鑑』に記述が見られる[注 14]。
- 室町時代
  - 春田派（大和国）
  - 雑賀（さいが）派（紀伊国）：雑賀兜（雑賀鉢）が知られている。『明月記』、『太平記』に記述が見られる。
- 戦国時代以降
  - 岩井派
  - 明珍派
  - 早乙女派：明珍派の分流。
- その他
  - 左近士（さこんじ）派
  - 脇戸派
  - 市口（いちぐち）派
  - 馬面派
  - 根尾派
  - 長曽根派
  - 宮田派[19]

## 伝説
刀工と比較した場合、甲冑師に関する伝説や神話は全くと言っていいほど少ない。神話上において、刀剣を製作する鍛冶師や神秘的で霊性のある刀剣が登場するが、記・紀には甲冑を製作する工人に関する記述が成されていない。刀剣と比べ、大量の資源を用いる為、生産に限度があり、早くから中央政権下の管理に置かれた。地方神話で、ヤマトタケルが東征のおり、武蔵国秩父の武甲山の神に武具甲冑を奉納し、戦勝祈願を行った事が、武甲山の由来であるとするものがあるが、これも工人側に関する記述はない。律令時代に入って、「甲作（よろいつくり）」として記述されるようになったが、個人名はまだ出ない。また、神秘的な甲冑が登場するようになったのは、平安時代中期以降であり、弓矢の効力を防ぐとされた「避来矢」や「唐皮」が記録されているが、製作した側がスポットを浴びる事はなく、甲冑師の一族として著名な明珍家の伝承においても、初代は平安時代末期の人物と言う事になっている。甲冑師が本格的に脚光を浴びるようになったのは、戦国時代に突入してからである。
避来矢の場合、その伝説上、琵琶湖の龍宮の王から賜ったとされる設定を引用するのであれば、製作者は琵琶湖の龍人一族、すなわち人外によるものという事になる。

## 備考
- 日本において板甲（短甲）が製作されなくなった理由は、騎兵の強化が挙げられる。歩兵の甲冑である板甲の場合、その柔軟性の低さから乗馬には適しておらず、より柔軟性のある小札甲（挂甲）を主流とする必要性が生じてきた為（いわば、海外での戦に合わせ）、甲冑師もそれに対応したと考えられる。
- 長岡京跡（現京都府向日市）で、皇族の甲冑と考えられる小札が約30点出土しているが、大きさは最小で1センチ四方、最大で長さ9センチ、厚さはいずれも2ミリ以内となっている。
- 『続日本紀』に、革甲は矢も貫きにくく、とあるが、ヒストリーチャンネル『ガニー軍槽のミリタリー大百科』の番組内実験結果では、日本刀の前では革甲が無力であった事が証明されている。律令制崩壊後に登場した日本刀により革甲が無力となり、鉄甲が再び改良された結果としての大鎧の登場も想定される。平家滅亡前後の弓馬の道（中世武士道）では馬は射殺しない前提にあり（非武装者の舟の漕ぎ手を射殺しないのと同じ）、12世紀になるまで、鉄札で鎧が重くなっても問題はなかった（軍記物では歩いて逃走する際、家伝鎧を脱ぎ捨てる描写がある）。
- 戦場では消耗品である刀剣と違い、甲冑は部品の取り換えが可能である為、ある程度の損傷であれば（資源物資は必要となるが）、甲冑師による修理・修復が可能である[注 18]（但し、刀工でも使えなくなった短刀を槍に加工し直すなどの再利用はする）。また、神社に奉納された鎧兜や家伝家宝の古式甲冑などの復元には欠かせない存在である。これは現在においても同じであり、文化財保護の観点からは重要である。
- 甲冑の製作工程の一つとして、錆びさせない為に漆塗りの工程が行われるが、漆は湿度が高い風土でないと乾かない性質を有している（その為、日本や琉球などの国で漆器が発展してきた経緯がある）。武士甲冑の製作工程は、日本で生じるべくして生じたといえる（少なくとも湿度の低い西洋文化圏には見られない工程である）。
- 仮に一両を現在の3万から6万円の価値に換算したとして、100両の甲冑は現代において数百万円の値段になる事になる。
- 時代劇などにおいて、甲冑師はアドバイザーとなる場合がある。例として、黒澤明の映画では、明珍宗恭が指導に当たった。